# Kurence
Kurence (1284 m) – szczyt w północnej części Niżnych Tatr (tzw. Dziumbierskie Tatry) na Słowacji.
Znajduje się w bocznym grzbiecie Niżnych Tatr, odgałęziającym się w kierunku północnym od grzbietu głównego w szczycie Krupowej Hali, tuż na zachód od najwyższego szczytu tych gór – Dziumbiera. Znajduje się w tym grzbiecie pomiędzy Demianowską Górą (1304 m) a Magurą (1377 m). Na odcinku między tymi trzema szczytami grzbiet to skalista i wąska grań porośnięta lasem, Kurence tworzy w niej stromy czubek. Jego zachodnie stoki opadają do Doliny Demianowskiej i podlegają ścisłej ochronie – znajdują się na obszarze rezerwatu Demianowska Dolina. Wschodnie opadają do Iľanovskiej doliny.
Masyw Kurence zbudowany jest ze skał wapiennych. Jest całkowicie porośnięty lasem, z którego w wielu miejscach wystają ponad drzewami wapienne turnie i skały. Dobrze rozwinięte są zjawiska krasowe. W zachodnich zboczach góry znajduje się jedna z bardziej znanych słowackich jaskiń – Demianowska Jaskinia Lodowa, udostępniona do turystycznego zwiedzania. Są także inne jaskinie: Beníková i Dvere, ale niedostępne do zwiedzania.
Zachodnimi stokami Kurence prowadzi żółty szlak turystyczny. Omija on jednak szczyt, trawersując go po zachodniej stronie, nad Doliną Demianowską.
Szlak turystyczny
  autokemping Bystrina – Demänovská hora – Kurence – Iľanovske sedlo – sedlo Machnatô (skrzyżowanie ze szlakiem niebieskim). Czas przejścia: 3 h, ↓ 2.25 h